# Тетраконх

План Донато Браманте собора Святого Петра

Тетрако́нх (от греч. τετρα-, в сложных словах — четыре и конха) — в раннехристианском и средневековом зодчестве тип центрического храма с четырёхлепестковым планом: к квадратному внутреннему подкупольному помещению примыкают четыре полуциркульные в плане апсиды. Был особенно распространён на территории Грузии и Армении. В форме тетраконха построены грузинские храмы Ошки и Джвари (начало VII века), и армянские храмы св. Рипсимэ, Звартноц, Мармашэн, Гагкашэн, Хтцконк, св. Кармравор и др.
В России достаточно широкое применение получил при строительстве храмов в «византийском» стиле (с середины XIX до начала XX века).
Исторически первым тетраконхом считается базилика Сан-Лоренцо-Маджоре в Милане. В Грузию этот тип храма пришёл значительно позже. Первое время строили базилики — например, Болнисский Сион, Анчисхати или храм в Урбниси. В Армении, первой в мире принявшей христианство как государственную религию, тоже строили базилики, но заглавный и старейший храм Армянской Апостольской Церкви — Эчмиадзинский кафедральный собор — в V веке реставрировался уже как храм с крестообразным планом, что дало толчок развитию архитектуры центрических, с крестообразным планом храмовых сооружений начиная с VI века.